# محمد الثالث العثماني
السلطان محمد الثالث بن مراد الثالث بن سليم الثاني بن سليمان القانوني بن سليم الأول بن بايزيد الثاني بن محمد الفاتح بن مراد الثاني بن محمد الأول جلبي بن بايزيد الأول بن مراد الأول بن أورخان غازي بن عثمان بن أرطغرل هو الخليفة العثماني الثالث عشر من سلاطين الدولة العثمانية، عاش بين عامي (974 هـ/ 26 مايو 1566 م - 1012 هـ/ 22/21 ديسمبر 1603 م)، وأمسك زمام الحكم في 15 يناير 1595 م حتى 22 ديسمبر 1603 م، كان شاعرا. هو ابن جارية بندقية الأصل، اشتراها السلطان مراد واصطفاها لنفسه وكانت ذات أثر كبير في السياسة وخلفه ابنه السلطان أحمد الأول.

## أسرته

### زوجاته
- حليمة سلطان
- خاندان سلطان

### أولاده
- أحمد الأول
- مصطفى الأول
- شاهزاده يحيى (ابن محمد الثالث)
- شاهزاده سليم (ابن محمد الثالث) - ولد في 1585م و توفي في 1597م
- شاهزاده محمود (ابن محمد الثالث) - ولد في 1588م و توفي في 1603م
- الأمير جيهانكير (ابن محمد الثالث) - ولد في 1599م و توفي في 1602م
- الأمير سليمان (ابن محمد الثالث) - ولد في 1588م
- الأمير عثمان (ابن محمد الثالث) - توفي في سن الثالثة أو الرابعة

### بناته
لدئ السلطان محمد الثالث ست بنات إسمهن غير معروف، وأغلبهن تزوجن وزراء.

## بداية حكمه
في بداية حكمه قتل إخوته الذكور كلهم قبل دفن أبيه  وترك تسيير شؤون الدولة الداخلية لوزرائه، فقام عدد من الوزراء ببيع المناصب العسكرية والمدنية وضعفت العملة العثمانية وحدث فساد كبير في ربوع البلاد المسلمة، وزاد موقف حكومة الخلافة تأزمًا الهزائم التي أخذ الجيش يتجرعها في أقاليم البغدان وترانسلفانيا على يد ميخائيل الفلاحي (و يعرف أيضا بالشجاع في كتب الغرب) بمساعدة جيش النمسا.

## توليه عموم الجيش
بدا واضحا للسلطان أن انزواءه عن قيادة الجيش وتحمل مسؤوليات الحكم بنفسه كان مفتاح ما حل بالبلاد من الفساد فقام بتشجيع من العلماء الذين حوله من مثل الشيخ سعد الدين أفندي بقيادة عموم الجيش بنفسه، فدب في جيوش الدولة الحمية المفقودة والغيرة المنشودة فافتتحت قلعة أرلو الصعبة والتي عجز سليمان القانوني عن فتحها، وقابل الجيوش النمساوية المجرية المعادية في معركة كرزت فحطمها ودمرها وشبه هذا النصر بـمعركة موهاكس الفاصلة وحدث كل ذلك في عام 1005 هـ، واستمرت المعارك سجالا بين الطرفين دون حسم، ولم يحدث أن قام سلطان عثماني بقيادة الجيوش بنفسه منذ عهد سليمان القانوني.

## إيمانه الإسلامي
كان صاحب إيمان إسلامي كبير، وحدث في المعركة التي تلت فتح حصن كراي فرار أغلب أعوانه وكاد السلطان أن يسقط في الأسر فثبته سعد الدين أفندي : (أثبت أيها الملك فإنك منصور بعون مولاك الذي أعطاك وبالنعم أولاك)، فقام وامتطى حصانه ودعا الله أن ينصره على عدوه وانطلق يحارب عدوه فما هي إلا ساعة حتى تم النصر المبين.
كان السلطان محمد الثالث يقوم من مقامه عندما يسمع اسم النبي محمد إجلالا واحتراما لمقامه.

## ثورة الفراريين
قام تمرد في أيامه في الأناضول أثاره جنود هاربون من معركة كرزت كانت الدولة قد نفتهم إلى الأناضول وتلقبوا بالفراريين تحقيرا لهم، وجاء الثورة في وقت حساس للغاية لانشغال العساكر العثمانية بالحرب في أقاليم المجر إلا أن العثمانيين تمكنوا من محاصرتهم، فاستسلم قائدهم مقابل أن يصبح واليا على أماسيا فوافق الخليفة إلا أنه عاد وقام بثورة جديدة فقتل رئيس المتمردين وتولى أخوه حسن المجنون (أو دلي حسن) من بعده قيادة الثورة واستطاع هزيمة الجيش الذي أرسلته إسطنبول، فاستمالته الحكومة بالأعطيات وأكثرت من الهدايا وعرض عليه ولاية البوسنة فقبل، وهدفت الدولة استعماله وجيشه الثائر على الثغور للاستفادة من قوته، وجاء القدر في صف الخليفة حيث هلك جيش المجنون في المناوشات المستمرة مع الجيوش المجرية والنمساوية.

## ثورة الخيالة
قامت ثورة أخرى هي ثورة الخيالة (السباه) في إسطنبول وذلك لأن الدولة لم تستطع تعويضهم ماليا عما فقدوه من ريع إقطاعاتهم في آسيا بسبب فتنة الفراريين، فاستعانت الدولة بالإنكشارية لتقضي على الثورة وقضت عليها بالفعل بعد أن أفسدوا ونهبوا المساجد وغيرها مما وصلت أيديهم إليها.
إن هزائم العثمانيين في عهد محمد الثالث والثورات الهائلة التي حدثت في عصره أصبحت دليلا واضحا على ضعف النظام العسكري العثماني وعدم قدرته على حفظ الأمن الداخلي والسيادة على الأقاليم الخارجية. توفي في عام 1012 هـ / 1603 م وخلفه ابنه السلطان أحمد الأول.